# Івановці (Чаглин)
45°19′ пн. ш. 17°58′ сх. д. / 45.32° пн. ш. 17.96° сх. д.
Івановці (хорв. Ivanovci) — населений пункт у Хорватії, у Пожезько-Славонській жупанії у складі громади Чаглин.

## Населення
Населення за даними перепису 2011 року становило 20 осіб.
Динаміка чисельності населення поселення:

## Клімат
Середня річна температура становить 10,78 °C, середня максимальна – 25,00 °C, а середня мінімальна – -6,30 °C. Середня річна кількість опадів – 781 мм.
| Клімат поселення                              | Клімат поселення | Клімат поселення | Клімат поселення | Клімат поселення | Клімат поселення | Клімат поселення | Клімат поселення | Клімат поселення | Клімат поселення | Клімат поселення | Клімат поселення | Клімат поселення | Клімат поселення |
| Показник                                      | Січ.             | Лют.             | Бер.             | Квіт.            | Трав.            | Черв.            | Лип.             | Серп.            | Вер.             | Жовт.            | Лист.            | Груд.            |                  |
| Середній максимум, °C                         | 5,91             | 8,13             | 12,54            | 16,96            | 22,02            | 25,00            | 24,96            | 24,40            | 20,32            | 15,05            | 9,26             | 5,34             |                  |
| Середня температура, °C                       | −0,2             | 2,03             | 6,44             | 10,86            | 15,93            | 18,90            | 20,97            | 20,42            | 16,32            | 11,07            | 5,27             | 1,36             |                  |
| Середній мінімум, °C                          | −6,3             | −4,06            | 0,35             | 4,76             | 9,83             | 12,81            | 16,96            | 16,42            | 12,34            | 7,08             | 1,29             | −2,65            |                  |
| Норма опадів, мм                              | 49               | 49               | 47               | 60               | 73               | 99               | 69               | 66               | 56               | 70               | 79               | 64               |                  |
| Середньомісячна швидкість вітру, м/с          | 2.02             | 2.31             | 2.58             | 2.50             | 2.22             | 2.02             | 2.00             | 1.82             | 1.83             | 1.92             | 2.02             | 2.11             |                  |
| Середньомісячна сонячна радіація, кДж/м²·день | 4291             | 7028             | 10860            | 15202            | 19153            | 21183            | 22105            | 20138            | 14946            | 9255             | 4893             | 3638             |                  |
| --------------------------------------------- | ---------------- | ---------------- | ---------------- | ---------------- | ---------------- | ---------------- | ---------------- | ---------------- | ---------------- | ---------------- | ---------------- | ---------------- | ---------------- |
| Джерело:                                      |                  |                  |                  |                  |                  |                  |                  |                  |                  |                  |                  |                  |                  |